# Drużelubiwka (obwód winnicki)
Drużelubiwka (ukr. Дружелюбівка) – wieś na Ukrainie, w obwodzie winnickim, w rejonie chmielnickim, w hromadzie Kalinówka. W 2001 liczyła 786 mieszkańców, spośród których 778 wskazało jako ojczysty język ukraiński, a 8 rosyjski.